# Chris Maxwell
Christopher Ethan „Chris” Maxwel (ur. 30 lipca 1990 w St Asaph) – walijski piłkarz grający w angielskim klubie Preston North End. Występuje na pozycji bramkarza.

## Kariera klubowa

### Wrexham F.C.
Chris Maxwell karierę zawodniczą rozpoczął w walijskim klubie Wrexham podpisując seniorski kontrakt na rok w czerwcu 2008. W kwietniu 2009 w wieku 18 lat zaliczył debiut w zespole. W zespole spędził łącznie 4 lata i rozegrał 76 spotkań. 31 stycznia 2013 powrócił do macierzystego klubu na zasadzie wypożyczenia. Do Fleetwood wrócił 31 maja 2013 po 4 miesiącach gry, po których w dorobku miał 17 występów.

### Gap Connah’s Quay
W sezonie 2008/2009 przeszedł na półroczne wypożyczenie do walijskiego Gap Connah’s Quay. Rozegrał tam 16 spotkań i uzbierał 2 żółte kartki, po czym w styczniu 2009 powrócił do Wrexham.

### Fleetwood Town
23 maja 2012 przeszedł do Fleetwood Town, z którego w sezonie 2012/2013 był wypożyczony do Wrexham, a w 2013/2014 do
Cambridge United. W zespole zadebiutował dopiero 11 lutego 2014 w meczu przeciwko Wycombe Wanderers F.C. Po awansie do League One podpisał nową umowę obowiązującą do lata 2016.

### Cambridge United
18 lipca 2013 przeszedł na wypożyczenie do Cambridge United, w którym rozegrał 24 spotkania z 18 czystymi kontami i 10 straconymi bramkami. Z wypożyczenia powrócił do Fleetwood 6 stycznia 2014.

### Preston North End
16 maja 2016 podpisał 3-letnią umowę z angielskim Preston North End występującego w Championship.